# Conto do Cortador de Bambu

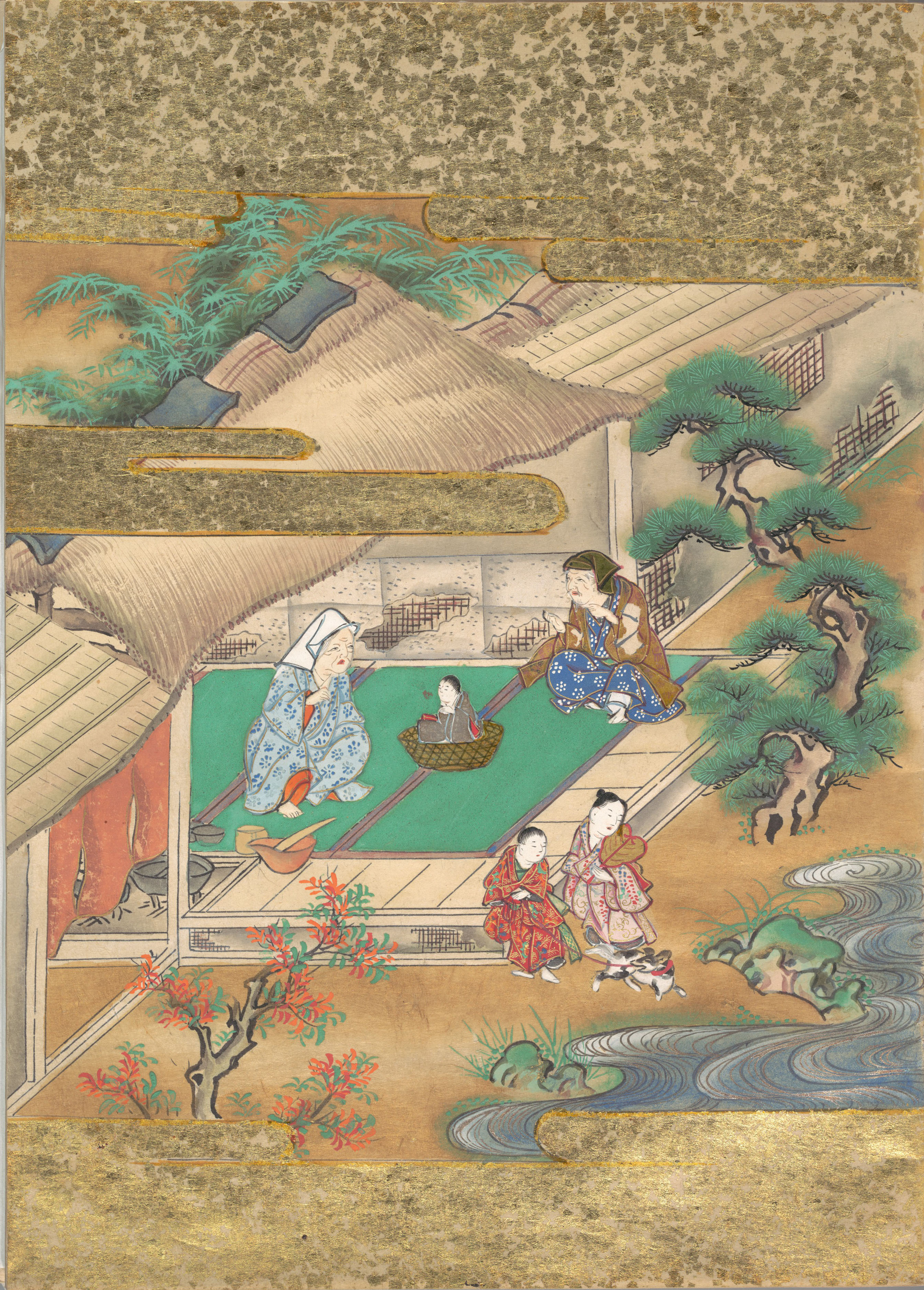
Descoberta da Princesa Kaguya

O Conto do Cortador de Bambu (竹取物語 Taketori Monogatari), também conhecido como Princesa Kaguya  (かぐや姫, Kaguya Hime, 赫映姫 ou 輝夜姫), é uma narrativa popular japonesa do século X, é considerada a mais antiga narrativa japonesa existente e um dos primeiros exemplos de ficção protociência. Ele detalha principalmente a vida de uma garota misteriosa chamada Kaguya-hime, que foi encontrada quando bebê dentro do caule de um bambu brilhante. Ela se diz ser de Tsuki-no-Miyako (月の都 "A Capital da Lua").

## Narrativa

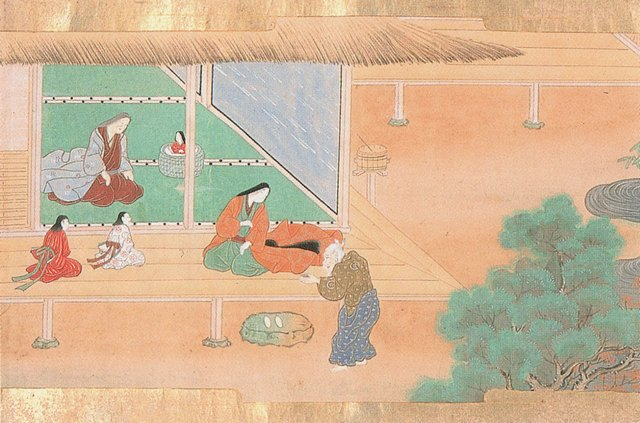
Taketori no Okina leva Kaguya-hime para à sua casa, por Tosa Hiromichi, c. 1600

Um dia, enquanto caminhava pela floresta de bambu, um velho sem filhos chamado Taketori no Okina (竹取翁? "O Velho que colhe Bambu") se deparou com um misterioso e brilhante talo de bambu. Depois de cortá-lo, ele encontrou dentro dele uma criança do tamanho de seu polegar. Ele alegrou-se por ter encontrado uma menina tão bonita e a levou para casa. Ele e sua esposa criaram-na como sua própria filha e a chamaram de Kaguya-hime (かぐや姫 precisamente, Nayotake-no-Kaguya-hime "princesa de bambus flexíveis espalhando luz"). Depois disso, Taketori no Okina descobriu que sempre que ele cortava um talo de bambu, dentro encontrava uma pequena pepita de ouro. Logo ele ficou rico. Kaguya-hime cresceu e se tornou uma mulher de tamanho normal e de beleza extraordinária. No começo, Taketori no Okina tentou mantê-la longe de pessoas de fora, mas com o tempo a notícia de sua beleza se espalhou. Eventualmente, cinco príncipes apareceram na casa de Taketori no Okina para pedir a mão de Kaguya-hime em casamento. Os príncipes persuadiram Taketori no Okina para que Kaguya-hime escolhesse um deles. Kaguya-hime inventou tarefas impossíveis para os príncipes, concordando em se casar com a pessoa que conseguir trazer um item específico. Naquela noite, Taketori no Okina disse aos cinco príncipes o que cada um devia trazer. Ao primeiro foi dito para trazer a bacia de pedra de Buda na Índia, ao segundo um ramo de joias da ilha de Horai, ao terceiro o manto lendário do rato de fogo da China, ao quarto uma joia colorida do pescoço de um dragão, e ao príncipe final, o búzio que nasceu de uma andorinha. Percebendo que era uma tarefa impossível, o primeiro príncipe voltou com uma tigela, mas depois de perceber que a tigela não brilhava com a luz sagrada, Kaguya-hime percebeu a farsa. Da mesma forma, outros dois príncipes tentaram enganá-la com falsificações, mas também foram descobertos. O quarto desistiu depois de cruzar o caminho de uma tempestade, enquanto o último príncipe perdeu a vida (gravemente ferido em algumas versões) em sua tentativa.
Depois disso, o Imperador do Japão, Mikado, veio ver a estranhamente bela Kaguya-hime e, ao apaixonar-se, pediu-lhe para casar com ele. Embora ele não tenha sido submetido aos testes impossíveis que haviam frustrado os príncipes, Kaguya-hime também rejeitou o seu pedido de casamento, dizendo-lhe que ela não era de seu país e, portanto, não poderia morar no palácio com ele. Ela ficou em contato com o Imperador, mas continuou a repelir seus pedidos e propostas de casamento.
Naquele verão, sempre que via a lua cheia, Kaguya-hime ficava com os olhos cheios de lágrimas. Apesar de seus pais adotivos terem ficado muito preocupados e questionando ela, ela não foi capaz de dizer-lhes o que estava havendo de errado. Seu comportamento tornou-se cada vez mais errático até que ela revelou que ela não era deste mundo e que deveria retornar ao seu povo na lua. Em algumas versões deste conto, diz-se que ela foi enviada para a Terra devido a uma punição temporária por algum crime, enquanto em outras, ela foi enviada à Terra para sua própria segurança durante uma guerra celestial. O ouro que Taketori no Okina tinha encontrado era de fato um salário do povo da Lua, enviado para pagar pela estadia de Kaguya-hime na terra.

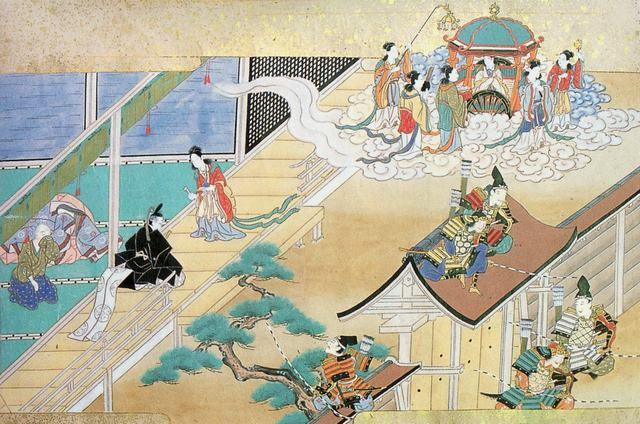
Kaguya volta à Lua, feita por Tosa Horomichi.

À medida que o dia de seu retorno se aproximava, o Imperador pôs muitos guardas ao redor de sua casa para protegê-la do povo da lua, mas quando uma embaixada de "seres celestiais" chegou à porta da casa de Taketori no Okina, os guardas foram cegados por uma estranha luz. Kaguya-hime disse que, embora ela amasse seus muitos amigos na Terra, ela devia retornar com o povo da Lua para a sua verdadeira casa. Ela escreveu as cartas de despedida para seus pais e para o Imperador, em seguida, deu aos seus pais a sua própria túnica como uma lembrança. Ela então pegou uma pequena amostra do elixir da vida, junto à carta ao imperador, e deu-o a um oficial de guarda. Quando ela entregou a ele, o manto de penas foi colocado sobre os ombros, e toda a sua tristeza e compaixão pelas pessoas da Terra foram esquecidos. A comitiva celeste levou Kaguya-hime de volta à  Tsuki-no-Miyako (literalmente "A Capital da Lua"), deixando seus pais adotivos da terra em lágrimas.
Seus pais adotivos ficaram muito tristes e logo ficaram doentes e de cama. O oficial voltou ao Imperador com os itens que Kaguya-hime lhe tinha dado no seu último ato mortal, e relatou o que havia acontecido. O Imperador leu sua carta e foi tomado pela tristeza. Ele perguntou a seus servos: "Qual lugar da montanha é mais próximo ao céu?", ao que responderam que era a grande montanha de província de Suruga. O imperador ordenou a seus homens para levar a carta até o cume da montanha e queimá-la, na esperança de que a sua mensagem chegaria a princesa distante. Os homens também foram ordenados a queimar o elixir da imortalidade, pois o imperador não queria viver para sempre sem ser capaz de vê-la. A lenda diz que a palavra imortalidade ( 不死 fushi ou fuji') tornou-se o nome da montanha, Monte Fuji. Diz-se também que o kanji para a montanha, 富士山 (literalmente "Montanha Abundante em guerreiros"), é devido ao fato de o exército do Imperador ter subido as encostas da montanha para realizar o seu objetivo. Diz-se que a fumaça da queima ainda sobe até hoje. (No passado, o Monte Fuji tinha muito mais atividade vulcânica).

## Conexões literárias
Os elementos do conto foram retirados de histórias anteriores. O protagonista Taketori no Okina, aparece na coleção anterior de Man'yōshū (759 d.C; poema #3791). Nela, ele encontra um grupo de mulheres a quem ele recita um poema. Isso indica que existia anteriormente uma imagem ou conto que girava em torno de um cortador de bambu e de mulheres celestiais ou místicas.
A releitura de um conto semelhante aparece no século XII na coleção Konjaku Monogatarishū (volume 31, capítulo 33), embora a sua relação esteja em debate.
Houve sugestões de que o conto do cortador de bambu é uma adaptação da lenda chinesa Chang'e e está relacionado com o conto de donzela-cisne. Isso provavelmente se deve a Kaguya-hime vestir um hagoromo (羽衣 "manto de penas"), quando ela vai até sua terra natal.

### Banzhu Guniang
Em 1957, Jinyu Fenghuang (金玉凤凰), um livro chinês de contos tibetanos, foi publicado. No início dos anos 1970, os pesquisadores literários japoneses perceberam que o "Banzhu Guniang" (班竹姑娘), um dos contos do livro, tinha certas semelhanças com o conto do cortador de bambu. Inicialmente, muitos pesquisadores pensavam que o "Banzhu Guniang" devia estar relacionada ao "Conto do Cortador de Bambu", embora alguns não acreditassem.
Na década de 1980, estudos mostraram que a relação não é tão simples como se pensava. Okutsu forneceu uma extensa revisão da pesquisa, e observou que o livro Jinyu Fenghuang tinha a intenção de ser para crianças, e como tal, o editor tomou algumas liberdades na adaptação dos contos. Nenhuma outra compilação de contos tibetanos contém a história.
Uma pessoa nascida no Tibet escreveu que não conhecia a história. A pesquisadora foi para Sichuan e descobriu que, além daqueles que já tinham lido "Jinyu Fenghuang", os pesquisadores locais em Chengdu não sabiam da história. Informantes tibetanos em Aba também não conhecem a história.